# Saint-Georges-d'Annebecq
Saint-Georges-d'Annebecq is een gemeente in het Franse departement Orne (regio Normandië) en telt 167 inwoners (2004). De plaats maakt deel uit van het arrondissement Argentan.

## Geografie
De oppervlakte van Saint-Georges-d'Annebecq bedraagt 9,4 km², de bevolkingsdichtheid is 17,8 inwoners per km².
De onderstaande kaart toont de ligging van Saint-Georges-d'Annebecq met de belangrijkste infrastructuur en aangrenzende gemeenten.

## Demografie
Onderstaande figuur toont het verloop van het inwonertal (bron: INSEE-tellingen).